# Campegine
Campegine (emilián nyelven Campéṣen) település Olaszországban, Emilia-Romagna régióban, Reggio Emilia megyében. Lakosainak száma 5300 fő (2023. január 1.). Campegine Cadelbosco di Sopra, Castelnovo di Sotto, Gattatico, Sant’Ilario d’Enza és Reggio Emilia községekkel határos.

## Népesség
A település népessége az elmúlt években az alábbi módon változott:
| Lakosok száma | 5045 | 5121 | 5300 |
|               | 2017 | 2018 | 2023 |